# Judenrat

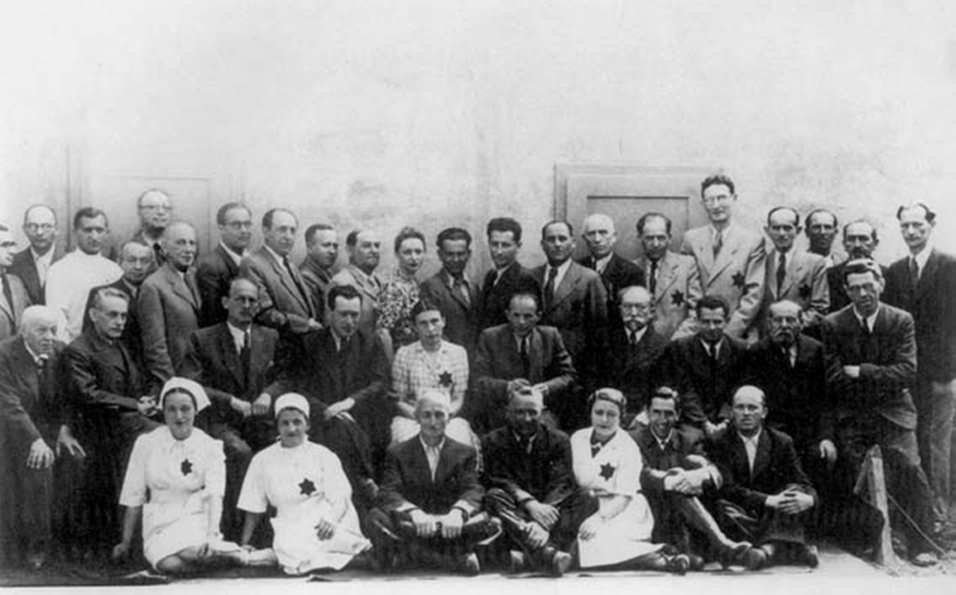
Członkowie Judenratu w Sosnowcu. W środkowym rzędzie, piąty od prawej, siedzi przewodniczący Mojżesz Merin

Judenrat, czasami Ältestenrat (z niem. Rada Żydowska, lub Rada Starszych) – żydowskie rady, które w czasie II wojny światowej były powoływane przez nazistowskie władze niemieckie z zadaniem administrowania żydowskimi społecznościami oraz wdrażania wydawanych względem nich niemieckich zarządzeń i rozkazów.
Pierwsze Judenraty utworzono we wrześniu 1939 roku w okupowanej Polsce, aczkolwiek genezy tej instytucji należy się doszukiwać jeszcze w okresie przedwojennym. W kolejnych latach powstały także w innych państwach okupowanych i satelickich. Niemcy nadali im jedynie pozory niezależności, licząc na zakamuflowanie rzeczywistych celów swej polityki oraz wzbudzenie wewnętrznych antagonizmów wśród ludności żydowskiej. Niektórzy członkowie Judenratów zaangażowali się w działalność żydowskiego ruchu oporu, wielu innych dopuszczało się korupcji i kolaboracji. Zazwyczaj jednak Judenraty były zmuszone uprawiać politykę lawirowania, unikając antagonizowania Niemców, a jednocześnie usiłując – zazwyczaj jednak bezskutecznie – złagodzić lub opóźnić wykonanie ich najdotkliwszych zarządzeń, również tych ukierunkowanych na wyniszczenie ludności żydowskiej.
Działalność Judenratów pozostaje jedną z najbardziej kontrowersyjnych kart w historii Zagłady Żydów.

## Historia

### Geneza
W historiografii upowszechnił się pogląd, że impulsem do utworzenia Judenratów był rozkaz SS-Gruppenführera Reinharda Heydricha, a ściślej protokół z narady dowódców Einsatzgruppen i szefów najważniejszych departamentów Generalnego Urzędu Policji Bezpieczeństwa, która odbyła się pod jego przewodnictwem w Berlinie w dniu 21 września 1939 roku. W rzeczywistości termin Judenrat po raz pierwszy pojawił się w III Rzeszy w szkicu ustawy z kwietnia 1933 roku, mającej regulować życie wszystkich Żydów zamieszkałych w Niemczech. Dokument proponował prawną segregację Żydów i podporządkowanie ich osobnemu porządkowi prawnemu kierowanemu przez organizację o nazwie Zrzeszenie Żydów (Verband der Juden in Deutschland), na czele której stać miała wyłaniana w wyborach rada zwana Judenratem. Zgodnie ze szkicem, całość miała podlegać „gwardii ludowej” (volkswart) powołanej osobiście przez Adolfa Hitlera i przed nim odpowiadającej. Przy wyborze nazwy Judenrat, twórcy ustawy mogli inspirować się instytucjami o tej samej nazwie funkcjonującymi w Świętym Cesarstwie Rzymskim w epoce średniowiecza (m.in. w Norymberdze).
Projekt spotkał się ze sprzeciwem różnych niemieckich instytucji i został przejściowo zarzucony. W gronie oponentów znalazło się m.in. kierownictwo SS, które obawiało się, że proponowane w ustawie rozwiązania zniechęcą Żydów do emigracji z Niemiec. Niemniej to właśnie z kręgów SS wyszła po kilku latach podobna koncepcja. Od 1937 roku wydział żydowski Sicherheitsdienst, którego pracownikiem był m.in. Adolf Eichmann, postulował bowiem utworzenie centralnego i ściśle kontrolowanego „zwierzchnictwa”, za pośrednictwem którego byłyby wdrażane nazistowskie zarządzenia względem Żydów. Pierwszą tego typu instytucją był powołany po Anschlussie Austrii (1938) Centralny Urząd Emigracji Żydowskiej (Zentralstelle für jüdische Auswanderung in Wien). Z punktu widzenia nazistów jego działalność okazała się sukcesem, gdyż w ciągu zaledwie sześciu miesięcy zdołano zmusić do emigracji około 50 tys. austriackich Żydów. W rezultacie model ten zaczął być kopiowany.
24 stycznia 1939 roku Hermann Göring zlecił Heydrichowi utworzenie centralnego urzędu emigracji żydowskiej dla całej Rzeszy (Reichszentrale für Jüdische Auswanderung). Dwa tygodnie później rozpoczął działalność podległy tej instytucji Związek Żydów Rzeszy w Niemczech (Reichsvereinigung der Juden in Deutschland). Podobne instytucje, jednakże o ograniczonym zasięgu terytorialnym, powołano wkrótce w okupowanej Pradze oraz w Wolnym Mieście Gdańsku. Tym samym jeszcze przed wybuchem wojny w nazistowskich Niemczech wykształciły się dwa modele „zwierzchnictw” żydowskich: ogólnokrajowy i lokalny.

### Proces organizowania Judenratów
Dan Michman uważa, że koncepcja powołania „Żydowskich Rad Starszych” została opracowana przez ekspertów SD już na etapie przygotowań do niemieckiej inwazji na Polskę. Może o tym świadczyć m.in. fakt, że przed 21 września, tj. przed wydaniem wspomnianego rozkazu Heydricha, funkcjonariusze Einsatzgruppen zorganizowali żydowskie rady w Będzinie, Ciechanowie, Częstochowie, Grudziądzu, Katowicach, Kępnie, Konopiskach, Krakowie, Łodzi, Makowie Mazowieckim, Piotrkowie Trybunalskim, Przasnyszu, Raciążu, Sosnowcu i w wielu innych miejscowościach.

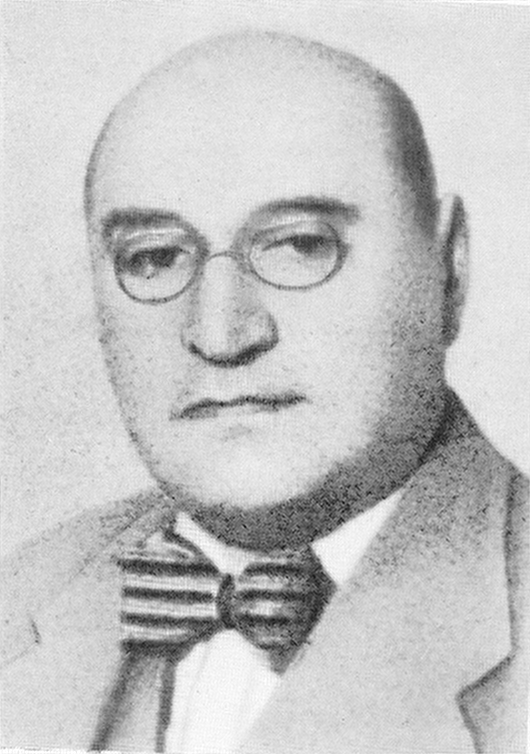
Adam Czerniaków, prezes Judenratu w Warszawie

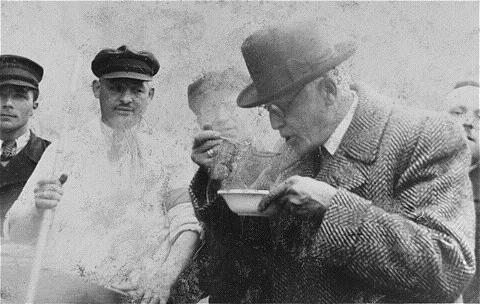
Chaim Rumkowski, przełożony Starszeństwa Żydów w Łodzi

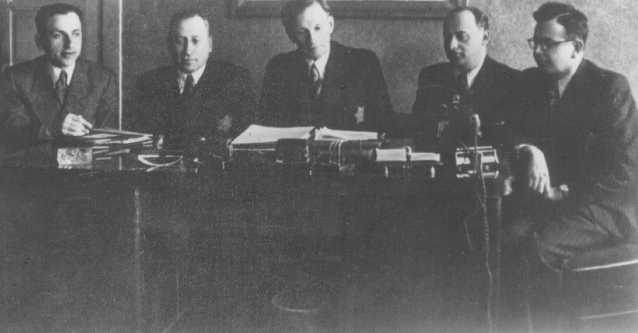
Członkowie Judenratu w Kownie

Rozkaz Heydricha określił kryteria, na podstawie których miały być organizowane Judenraty. Znalazły się w nim następujące wytyczne:

W każdej żydowskiej gminie należy ustanowić żydowską radę starszych, o ile to możliwe – z pozostałych poważanych osobistości i rabinów. Do rady starszych ma należeć do 24 Żydów (zależnie od wielkości gminy). W pełnym słowa znaczeniu należy ją uczynić odpowiedzialną za dokładne i terminowe przeprowadzenie wszelkich wydanych bądź przyszłych instrukcji.

Rozkaz przewidywał ponadto, iż rady starszych w możliwie jak najkrótszym czasie przeprowadzą „na swym terenie” spis ludności żydowskiej.
28 listopada 1939 roku zarządzenie odnoszące się do zakładania Judenratów w Generalnym Gubernatorstwie wydał generalny gubernator Hans Frank. Zamierzał w ten sposób odzyskać władzę nad Żydami z rąk SS, a jednocześnie formalnie potwierdzić nadany Judenratom status instytucji publicznych. Zarządzenie przewidywało, że rady w miejscowościach, w których liczba żydowskiej ludności nie przekraczała 10 tys. osób, będą liczyć dwunastu członków, a w przypadku większych społeczności – dwudziestu czterech członków. Co do zasady członkowie Judenratu mieli być wybierani przez członków swojej społeczności. Następnie mieli wybierać spośród siebie przewodniczącego i wiceprzewodniczących. Wybór ten musiał jednak każdorazowo uzyskać akceptację niemieckiego starosty (Kreishauptmann) lub burmistrza (Stadthauptmann), co sprawiało, że wybieralność Judenratów była w praktyce fasadowa.
Na ziemiach polskich wcielonych do Rzeszy również przyjęto zasadę, iż rady żydowskie na obszarach wiejskich będą podlegać starostom (Landräte), a w miastach – burmistrzom (Bürgermeister). SS nie zamierzało jednak zrzekać się decydującego głosu w „kwestii żydowskiej”, stąd podejmowało zabiegi, by wydrzeć kontrolę nad Judenratami z rąk administracji cywilnej. Ostatecznie policja bezpieczeństwa otrzymała pełnię władzy w sprawach żydowskich wiosną 1942 roku, wraz z rozpoczęciem fizycznej eksterminacji Żydów.
Barbara Engelking podkreśla, że powołanie Judenratów odegrało początkowo rolę stabilizującą. Utworzenie żydowskich „zwierzchnictw”, do których władze niemieckie mogły się zwracać ze swoimi żądaniami, spowodowało bowiem ograniczenie praktyk z pierwszych tygodni okupacji, kiedy to niemieckie działania wymierzone w ludność żydowską charakteryzowały chaos i zupełna samowola. Rzadsze stały się m.in. uliczne łapanki. Jednocześnie Judenraty mogły przystąpić do organizowania życia wspólnot żydowskich, w tym przyjmowania i rozdysponowywania pomocy humanitarnej od instytucji zagranicznych i ogólnopolskich.
Zdaniem Raula Hilberga powołanie Judenratów było „najważniejszym krokiem poprzedzającym utworzenie gett”. Przeciwnego zdania jest Michman, który uważa, że proces tworzenia rad żydowskich w okupowanej Polsce i w innych państwach Europy nie był bezpośrednio powiązany z realizowaną przez Niemców gettoizacją ludności żydowskiej. W jego ocenie: „nawet jeżeli można znaleźć rady żydowskie w gettach, to w całej Europie prawie zawsze istniały one, zanim w tym samym miejscu powstało getto”, a ponadto występowały także „rady bez gett”.

### Członkostwo i model funkcjonowania
W skład Judenratów tworzonych w okupowanej Polsce powoływano przede wszystkim przedwojennych liderów społeczności żydowskiej, np. osoby, które pełniły funkcje w gminach żydowskich, radnych miejskich, działaczy organizacji religijnych lub filantropijnych. Podobną zasadę przyjęto w innych państwach, w tym w Niemczech. Zdarzało się, że kryterium decydującym o powołaniu w skład Judenratu była znajomość języka niemieckiego, stąd na przykład w centralnej i wschodniej Polsce wśród członków rad nierzadko można było znaleźć wysiedleńców lub uciekinierów z ziem wcielonych do Rzeszy. Zdarzało się, że Judenraty powoływano w atmosferze terroru, nie dając „kandydatom” najmniejszej możliwości rezygnacji z członkostwa.
Judenraty nie miały ujednoliconej struktury. W okupowanych państwach Europy Wschodniej były one zazwyczaj instytucjami o charakterze lokalnym, posiadającymi zwierzchność nad społecznością, która zamieszkiwała konkretną miejscowość, a później utworzone w niej getto. Tego typu Judenraty w większości wypadków pozostawały od siebie odizolowane. Istniały jednak struktury, których zasięg terytorialny obejmował społeczności żydowskie w skali całego regionu. W okupowanej Polsce taki charakter miały: Centrala Gmin Żydowskich na Wschodnim Górnym Śląsku, na której czele stał Mojżesz Merin oraz Naczelna Rada Starszych Ludności Żydowskiej Dystryktu Radomskiego, którą kierował Józef Diament. Istniały wreszcie Judenraty, których zasięg terytorialny obejmował obszary całych państw. Spośród nich wymienić można:
- Association des Juifs en Belgique(inne języki) (Belgia)
- Centrala Evreilor (Rumunia)
- Joodse Raad (Holandia)
- Reichsvereinigung der Juden in Deutschland (Niemcy)
- Union Générale des Israélites de France(inne języki) (Francja)
- Ústredňa Židov(inne języki) (Słowacja)
- Zsidó Tanács (Węgry)

Zdaniem Michmana wybór modelu „zwierzchnictwa” był najczęściej pochodną układu sił pomiędzy rozmaitymi niemieckimi ośrodkami władzy. Tam, gdzie większymi wpływami cieszyły się SS i policja, wprowadzano zazwyczaj model lokalny. Z kolei w tych krajach okupowanych i satelickich, w których władze policyjne miały słabszą pozycję, wprowadzano model ogólnokrajowy.
Niemiecka administracja posiadała w zasadzie nieograniczoną władzę na Judenratami. Jak wskazuje Marta Janczewska, w zamyśle Niemców rady żydowskie miały być „użytecznym narzędziem kontroli i administracji, a także ucisku i pośredniej eksterminacji Żydów”. Pozory niezależności nadano im, aby zakamuflować ten cel, a zarazem wywołać wewnętrzne antagonizmy wśród ludności żydowskiej. Powołanie Judenratów pozwalało bowiem kanalizować w ich kierunku niezadowolenie ludności żydowskiej, wywołane chociażby trudnymi warunkami bytowymi. Fakt, iż na ich czele stawiano osoby, które przed wojną cieszyły się dużym autorytetem wśród ludności żydowskiej, można tłumaczyć dążeniem Niemców do zagwarantowania większej efektywności „zwierzchnictw”, a równocześnie zdyskredytowania żydowskiej elity w oczach rodaków.
Autorzy The Holocaust encyclopedia podkreślają, iż członków Judenratów nie należy jednak uznawać za żydowskich liderów z okresu II wojny światowej. Wskazują, że Niemcy nigdy nie przyznali „radom starszych” władzy, która pozwalałaby uznać ich członków za „przywódców” we właściwym znaczeniu tego słowa. W skład Judenratów często wchodziły przy tym osoby przypadkowe, wskazane przez Niemców wyłącznie ze względu na lojalność lub znajomość języka. Ponadto w okresie poprzedzającym wybuch wojny żydowskie społeczności charakteryzowała różnorodność i głębokie podziały na tle religijnym, klasowym i politycznym, stąd nawet tych członków Judenratów, którzy zaliczali się do przedwojennej elity, nie można uznawać za reprezentantów wszystkich Żydów. Wskazują jednocześnie, że w okresie II wojny światowej w żydowskich społecznościach wykształciły się ośrodki przywódcze niezależne od Judenratów, skupione na przykład wokół organizacji pomocowych, takich jak Żydowska Samopomoc Społeczna, lub konspiracyjnych organizacji młodzieżowych.

### Zadania

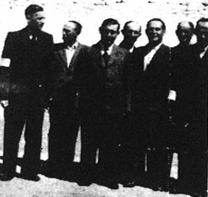
Członkowie Judenratu w Szydłowcu

Jak wskazują badacze, Judenraty pełniły dwie sprzeczne wobec siebie role. Po pierwsze, były odpowiedzialne za całość spraw finansowych, administracyjnych, gospodarczych i społecznych związanych funkcjonowaniem danej społeczności żydowskiej. Zajmowały się zwłaszcza dystrybucją żywności oraz zapewnianiem członkom swej społeczności podstawowej opieki zdrowotnej i socjalnej, w tym niesieniem pomocy bezdomnym oraz uchodźcom i przesiedleńcom, zapobieganiem epidemiom chorób zakaźnych itp. W tym zakresie ich działalność była niezbędna dla przeżycia mieszkańców gett po ich całkowitym odizolowaniu od ludności „aryjskiej”. Środki, którymi dysponowały Judenraty, zazwyczaj były jednak zupełnie nieadekwatne do potrzeb.
Judenratom powierzono jednocześnie odpowiedzialność za wdrażanie nazistowskiej polityki względem Żydów. Miały pośredniczyć w relacjach między władzami niemieckimi a ludnością żydowską, odbierając od tych pierwszych rozkazy i zapewniając ich wykonanie. Do ich zadań należało więc m.in.: sporządzanie spisów ludności, organizowanie przesiedleń do gett poprzez opróżnianie lokali pozostałych po „aryjskiej stronie” i osiedlanie Żydów w nowej lokalizacji, egzekwowanie konfiskat, haraczy i kontrybucji, które Niemcy nakładali na żydowską społeczność (finansowych lub w naturze), utrzymywanie porządku publicznego i zwalczanie szmuglu, dostarczanie żądanych przez Niemców kontyngentów przymusowej siły roboczej.
Zazwyczaj Judenraty unikały bezpośredniej konfrontacji z władzami niemieckimi, usiłując w zamian – zwykle jednak bezskutecznie – złagodzić lub opóźnić wykonanie szczególnie dotkliwych niemieckich zarządzeń. Ponadto mimo skrajnie niesprzyjających warunków do samego końca podejmowały wysiłki, aby nieść pomoc ludności żydowskiej i zmniejszyć wysoką umieralność w gettach. Nie były jednak w stanie sprostać oczekiwaniom ludności żydowskiej, co nieuchronnie prowadziło do resentymentu i konfliktów. Z czasem coraz bardziej zaczęły być też postrzegane jako instytucje reprezentujące władze niemieckie. Począwszy od 1940 roku Judenratom w Generalnym Gubernatorstwie narzucono obowiązek zapewnienia robotników dla organizowanych przez Niemców obozów pracy. Ze względu na fakt, że w obozach panowały tragiczne warunki, zaangażowanie Judenratów w organizację wywózek spotkało się z powszechnym oburzeniem.
Istotnym aczkolwiek niedecydującym czynnikiem dla rezultatów działalności Judenratów były charakter, osobowość oraz osobista uczciwość ich członków. Niektórzy cieszyli się uznaniem w swych wspólnotach i zachowała się po nich dobra pamięć. Innym zarzucano niekompetencję, przedkładanie interesów grupowych nad interes ogólny lub prowadzenie zbyt zachowawczej polityki, nieadekwatnej do wyzwań czasu wojny i okupacji. Niejednokrotnie zdarzały się wreszcie wypadki, gdy działalności Judenratów towarzyszyły korupcja, nepotyzm lub inne formy nadużywania stanowiska dla uzyskania osobistych korzyści. Takie praktyki spotykały się z potępieniem ze strony ludności żydowskiej. W powszechnej opinii wszechogarniająca korupcja charakteryzowała m.in. Radę Żydowską w Warszawie – mimo osobistej uczciwości jej przewodniczącego Adama Czerniakowa. Jak wskazuje Raul Hilberg, niektórzy członkowie Judenratów „zachłystywali się przyznaną władzą” i „odczuwali niemal nieodparte pragnienie upodobnienia się do ich niemieckich panów”. Jako przykład takiej postawy wskazywany jest Chaim Rumkowski – „dyktator” getta łódzkiego, który polecił drukować znaczki pocztowe ze swoją podobizną, a getto i jego mieszkańców skłonny był uznawać niemalże za swoją własność.

### Po rozpoczęciu Zagłady

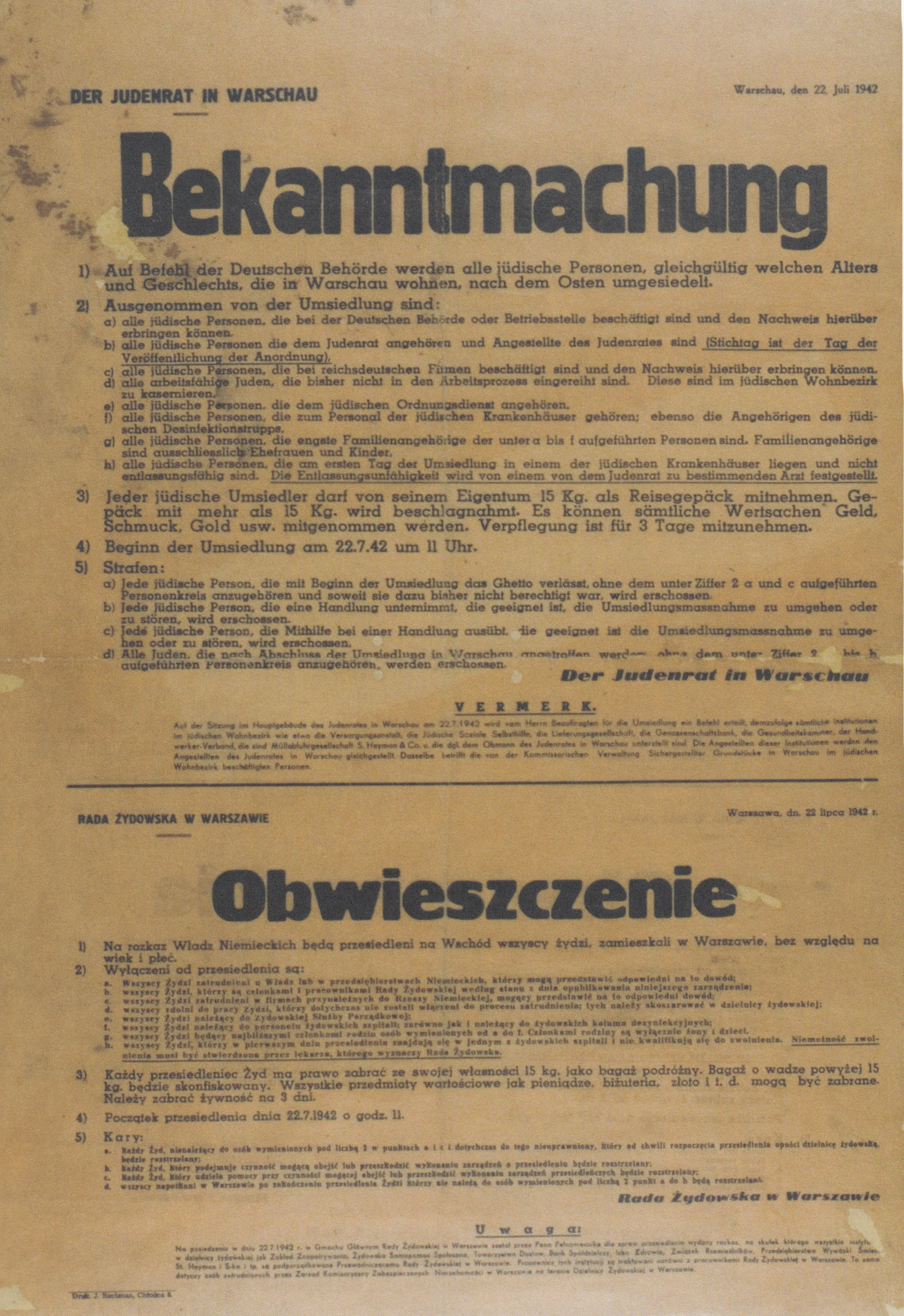
Wydane na rozkaz Niemców obwieszczenie warszawskiej Rady Żydowskiej z 22 lipca 1942 rozpoczynające wielką akcję deportacyjną mieszkańców warszawskiego getta do obozu zagłady w Treblince

Judenraty nie zostały stworzone przez Niemców z myślą o eksterminacji Żydów. Niemniej wraz z radykalizacją nazistowskiej polityki antyżydowskiej ewoluowała także rola, którą im powierzono w ramach tej polityki. Po rozpoczęciu „ostatecznego rozwiązania” stały się jednym z elementów mechanizmu deportacji i eksterminacji.
Wraz z rozpoczęciem fizycznej eksterminacji Żydów zmniejszyła się drastycznie swoboda manewru Judenratów, od których Niemcy oczekiwali teraz aktywnej współpracy przy organizacji deportacji do obozów zagłady. W tych dramatycznych okolicznościach członkowie rad przyjmowali rozmaite postawy. Niektórzy odmawiali jakiejkolwiek współpracy, zwłaszcza takiej, która miałaby prowadzić do zagłady istnień ludzkich. Przykładem jest Adam Czerniakow, przewodniczący warszawskiego Judenratu, który 23 lipca 1942 roku popełnił samobójstwo, nie chcąc współpracować z Niemcami przy wywózce mieszkańców getta do obozu zagłady w Treblince. Inni ściśle wypełniali zarządzenia okupanta, kierując się wyłącznie troską o własny interes i bezpieczeństwo.
Niektórzy żydowscy przywódcy podjęli próbę ocalenia części Żydów poprzez pracę. Wierzyli, że zdołają zapobiec likwidacji gett lub w maksymalnym stopniu ją opóźnić, jeśli przekonają Niemców, że żydowska siła robocza jest niezbędna dla ich wysiłku wojennego. W tym celu lojalnie wypełniali niemieckie polecenia, zapewniając niezakłócone funkcjonowanie gett i znajdujących się w nich zakładów pracy, a jednocześnie wydawali na śmierć „elementy nieproduktywne” (dzieci, starców, chorych i niepełnosprawnych, ludzi bez fachowych umiejętności). Najbardziej znanymi orędownikami tej niezwykle kontrowersyjnej z moralnego punktu widzenia polityki byli Chaim Rumkowski z Łodzi, Jakub Gens z Wilna, Mojżesz Merin z Sosnowca i Efraim Barasz z Białegostoku.
Isaiah Trunk przeanalizowawszy losy 720 członków Judenratów, oszacował, że 80 proc. z nich poniosło śmierć jeszcze przed rozpoczęciem „deportacji” lub w ich trakcie. Wielu zabito przy tym za odmowę wykonania niemieckich poleceń. Z kolei badania przeprowadzone przez Aharona Weissa wskazują, że spośród 146 przywódców Judenratów, których jako pierwszych wyznaczono w Generalnym Gubernatorstwie tylko dwudziestu jeden (14,4 proc.) okazało się bezwarunkowo lojalnymi wobec Niemców. Mogłoby to oznaczać, że pierwsi przywódcy Judenratów prezentowali większą skłonność do opierania się zarządzeniom okupanta. Badania Weissa wskazują jednocześnie, że diametralnie inną postawę prezentowali przewodniczący Judenratów, którzy otrzymali swoje stanowiska po śmierci lub zdymisjonowaniu swoich poprzedników. Wyraźna większość z nich, tj. 61 spośród 101 (60,4 proc.), okazała się lojalnymi wykonawcami niemieckich zarządzeń.
Rozmaicie kształtowały się relacje pomiędzy Judenratami a żydowskimi organizacjami podziemnymi. Wielu żydowskich liderów odrzucało ideę walki zbrojnej w przekonaniu, iż może ona co najwyżej przyspieszyć całkowitą likwidację gett. Jednoznacznie wrogą postawę wobec ruchu oporu przyjęły m.in. Judenraty w Sosnowcu i Krakowie. Do zbrojnych incydentów pomiędzy konspiratorami a żydowską policją dochodziło w gettach warszawskim i wileńskim. W innych gettach, na przykład w Białymstoku, Judenraty tolerowały istnienie konspiracji, a nawet udzielały jej pewnego wsparcia, traktując jednocześnie walkę zbrojną jako absolutną ostateczność. Wreszcie w niektórych miejscach, na przykład w Kownie i Mińsku, żydowskie rady udzieliły ruchowi oporu bezwarunkowego poparcia. W Łachwie miejscowy przewodniczący Judenratu był nawet jednym z liderów zbrojnego powstania. Członkowie Judenratu znaleźli się także wśród przywódców antyniemieckiego wystąpienia w getcie w Tuczynie.

## Ocena działalności Judenratów
Rola odegrana przez Judenraty, pozostaje jedną z najbardziej kontrowersyjnych kart w historii Zagłady Żydów.
Emanuel Ringelblum, twórca podziemnego archiwum getta warszawskiego, w swych zapiskach nie szczędził krytyki warszawskiemu Judenratowi. Oceniając prowadzoną przezeń politykę podatkową, pisał:

Cała działalność Gminy jest jedną wielką, wołającą o pomstę do nieba krzywdą, wyrządzoną biedocie. I gdyby Bóg był na świecie, to piorunami zniszczyłby to gniazdo zła, obłudy i zdzierstwa.

Biograf Ringelbluma, Samuel D. Kassow, wskazuje jednak, że krytycyzm Ringelbluma często miał swoje źródło w głębokich różnicach ideowych między nim a konserwatywnymi przywódcami rady, a ponadto Ringelblum i jego współpracownicy z kręgów Żydowskiej Samopomocy Społecznej często „nie dostrzegali rzeczywistych trudności piętrzących się przed Czerniakowem i radą” i nie analizowali ich w sposób obiektywny.
Początkowo Judenraty były oceniane w sposób jednoznacznie negatywny, zarówno przez historyków, jak i opinię publiczną. Tuż po wojnie członkowie Judenratów byli powszechnie uważani za kolaborantów. W 1947 roku powołana w Holandii żydowska „Rada Honoru” uznała dwóch przewodniczących byłej Joodse Raad za winnych współpracy z nazistami i zakazała im pełnienia jakiejkolwiek roli w społeczności żydowskiej. W 1948 roku Komitet Centralny Społeczności Aszkenazyjskiej uchylił jednak tę decyzję.
Jednym z najgłośniejszych krytyków instytucji Judenratów była niemiecka filozof żydowskiego pochodzenia, Hannah Arendt. Wyrażała ona m.in. przekonanie, że gdyby „rady starszych” nigdy nie powstały lub gdyby ich członkowie masowo zrezygnowali z pełnienia swych funkcji, liczba ofiar Holocaustu byłaby znacznie mniejsza. W swej opublikowanej w 1963 roku książce Eichmann w Jerozolimie pisała m.in. :

Dla Żydów rola, jaką przywódcy żydowscy odegrali w unicestwieniu własnego narodu, stanowi niewątpliwie najczarniejszy rozdział całej tej ponurej historii […] W kwestii współdziałania nie było żadnych różnic pomiędzy wysoce zasymilowanymi społecznościami Żydów środkowo- i zachodnioeuropejskich a mówiącymi po żydowsku masami na Wschodzie.

Termin „Judenrat” do dzisiaj wywołuje negatywne skojarzenia, szczególnie w Izraelu, gdzie bywa traktowany jako synonim słowa „zdrada”. W latach 90., podczas negocjacji pokojowych pomiędzy Izraelem i Palestyną, rząd premiera Icchaka Rabina został przez przeciwników porozumienia okrzyknięty „Judenratem”. Ustępstwa wobec strony palestyńskiej, podjęte przez Rabina w celu zakończenia konfliktu, zostały przez środowiska izraelskiej prawicy skojarzone z decyzjami podejmowanymi przez rady żydowskie w czasie II wojny światowej.
Kontrowersje wywołane ostrą krytyką Judenratów ze strony Arendt przełożyły się na zwiększone zainteresowanie historyków problematyką działalności tych instytucji. W konsekwencji w historiografii dominuje obecnie bardziej zniuansowana ocena Judenratów, uwzględniająca w większym stopniu rozmaite okoliczności oraz czynniki, które miały wpływ na ich działalność. Jak wskazuje Dariusz Libionka, historycy zajmujący się tematyką Zagłady zasadniczo odstąpili od formułowania ogólnych ocen, skupiając się w zamian na analizie poszczególnych rad oraz kontekstu ich funkcjonowania.
Raul Hilberg zwracał uwagę, że Judenraty znajdowały się „między młotem a kowadłem”, gdyż z jednej strony usiłowały nieść pomoc ludności żydowskiej, a jednocześnie zostały wprzęgnięte przez Niemców w machinę Zagłady:

Przywódcy żydowscy z jednej strony ratowali swój naród, z drugiej zaś przyczyniali się do jego zagłady. Ratując jednych, przyczyniali się do śmierci innych, ratując niektórych w jednej chwili, przyczyniali się do śmierci innych niedługo potem. Jedni przywódcy rezygnowali z przyznanej im władzy, inni się nią zachłystywali.

Zdaniem Barbary Engelking rady żydowskie nie stanowiły niezbędnego elementu Zagłady, ani też nie zostały stworzone w takim celu, aczkolwiek pozostaje faktem, że ułatwiły Niemcom jej przeprowadzenie. Podkreśla jednocześnie, że Judenraty znalazły się w pułapce bez wyjścia, gdyż obciążała je podwójna odpowiedzialność: karna przed Niemcami, wiążąca się z groźbą utraty życia, oraz polityczna i moralna przed własną wspólnotą.
Ja’akow Robinson wskazywał, że niemieccy naziści byli absolutnie zdeterminowani, by wymordować wszystkich Żydów, w szczególności wschodnioeuropejskich. Ponadto jego zdaniem Judenraty i żydowska policja odgrywały istotniejszą rolę tylko podczas pierwszych deportacji do obozów zagłady, a znaczny odsetek ofiar Zagłady (ok. 2 mln osób) został wymordowany przez Einsatzgruppen na tyłach frontu wschodniego bez jakiegokolwiek udziału żydowskich współpracowników i kolaborantów. Konkludował tym samym:

Uczestnictwo lub brak uczestnictwa Żydów w deportacjach nie miały istotnego wpływu na ostateczny rezultat Holocaustu w Europie Wschodniej.